# Yatagan
Der Yatagan (türkisch Yatağan; auch Jatagan) ist ein osmanischer Säbel, der nach der gleichnamigen Stadt im Südwesten der Türkei benannt ist.
In Deutschland und Südosteuropa wird diese Waffengattung oft umgangssprachlich falsch als Handschar bezeichnet. Bei diesem handelt es sich jedoch um einen Dolch mit geschwungener Klinge, welcher ebenfalls zur Bewaffnung der Janitscharen gehörte.

## Beschreibung
Der Yatagan hat eine lange, einschneidige Klinge, die gerade oder leicht s-förmig geschwungen sein kann.

## Geschichte
Der Yatagan wurde von der Mitte des 16. Jahrhunderts bis zum frühen 20. Jahrhundert verwendet. Die türkische Infanterie, zum Beispiel die Janitscharen, trug eine verhältnismäßig kurze Version des Yatagans, die beim Marsch nicht hinderlich war. Auf dem Balkan war der Yatagan in diesem Zeitraum auch eine Waffe der Heiducken, die einen Yatagan in der Regel als Beutewaffe erwarben.
Mitte des 19. Jahrhunderts wurde der Yatagan „Mode“ bei der militärischen Bewaffnung. 1840 verwendete man in Frankreich für die Muskete M 1840 eine einem Yatagan nachempfundene Klinge für das Bajonett, 1856 bekamen die Sergeants des Vereinigten Königreichs einen Yatagan für die Enfield Rifled Musket, ebenso für die Württembergische Jägerbüchse 1860 wie auch für das französische Chassepotgewehr M 1866. Auch das 8-mm-Kropatschek-Infanteriegewehr für Portugal erhielt 1886 noch einen Yatagan.
Auch das Werndl-Gewehr M1867, sofort nach der Niederlage von 1866 entwickelt, wurde standardmäßig mit einem Jatagan-Bajonett mit 58 cm Klingenlänge ausgestattet. Da diese Länge sich als zu unhandlich erwies, wurde die Klingenlänge bei den folgenden Modellen auf etwa 48 cm gekürzt.